# Gaun wikas samiti
Gaun wikas samiti (nep. गाउँ विकास समिति – trl. gāun vikās samiti, trb. gaun wikas samiti lub गाउँ बिकास समिति – trl. gāun bikās samiti, trb. gaun bikas samiti; ang. village development committee; pol. „komitet rozwoju wsi”) – najniższa jednostka administracyjna dla obszarów wiejskich w Nepalu. Jej odpowiednikiem dla obszarów miejskich jest gmina. Gaun wikas samiti wchodzą w skład dystryktów, z różną liczbą gaun wikas samiti na dystrykt (np. dystrykt Saptari składa się ze 115 gaun wikas samiti, a Manang z 12). Gaun wikas samiti dzielą się na dziewięć wadā (वडा; „oddziałów”) każdy. Poszczególne wsie, osady i inne skupiska ludności, które wchodzą w skład gaun wikas samiti, mogą, ale nie muszą, pokrywać się swoimi granicami z przebiegiem wadā. W Nepalu jest 3915 takich jednostek. Podział na gaun wikas samiti i inne jednostki samorządowe został wprowadzony w Ustawie o Lokalnej Samorządności Nepalu z 1999 roku.